# جيل فيسنتي
جيل فيسنتي (بالبرتغالية: Gil Vicente‏) هو كاتب مسرحي ورسام وكاتب وشاعر برتغالي، ولد في 1465 في لشبونة في البرتغال، وتوفي في 1536 في يابرة في البرتغال.

## وصلات خارجية
- جيل فيسنتي على موقع الموسوعة البريطانية (الإنجليزية)
- جيل فيسنتي على موقع الموسوعة البريطانية (الإنجليزية)
- جيل فيسنتي على موقع ميوزك برينز (الإنجليزية)
- جيل فيسنتي على موقع ديسكوغز (الإنجليزية)